# 定専坊 (大阪市東淀川区)
定専坊（じょうせんぼう）は大阪府大阪市東淀川区豊里にある浄土真宗本願寺派の仏教寺院。

## 歴史
もと行基の開創と伝える真言宗の西光寺で、永徳2年（1382年）、河内国赤坂城没落で楠木正成の孫正勝が隠遁して当寺に居住していた。
祖父正成が本願寺の覚如に帰依していたが、正勝の孫・掃部助が出家して存如より浄願の法名を頂く。
- 文明年間（1469年～1486年）檀家と協力して諸堂を造営[1]。
- 明応8年（1499年）2月18日、死期を悟った蓮如が当寺で実如を呼び遺言をいい渡したという。

定専坊は「一意専心」の意で蓮如が名づけている。
- 天正年間（1580年頃）、織田信長との石山合戦では『石山戦記』に定専坊と、3世了顕が多くの軍勢を率いて戦ったと記されている[2]。
- 正保4年（1647年）定専坊と改める。
- その後6世信詮の時、大坂河内町（現・北区天満）に一宇を創立してこれを兼務する。
- 明治33年（1900年）もと字宅地にあったが、淀川改良工事で川敷となったため、現在地に移転する。

## 境内
- 鐘楼　　梵鐘はもと石山本願寺にあったもの。
- 五輪塔　楠正勝・楠正盛・楠盛信の墳と伝える。

## 交通アクセス
- 阪急京都本線上新庄駅より、南に徒歩14分。
- 大阪市営地下鉄今里筋線だいどう豊里駅より、西に徒歩10分。